# Robin Benz
Robin Benz (* 7. November 1995) ist ein deutscher Fußballspieler.

## Karriere
Nach seinen Anfängen in der Jugend der TSG Sprockhövel wechselte er im Sommer 2013 in die Jugendabteilung des VfL Bochum. Nachdem er in seiner ersten Seniorensaison ohne Einsatz für die zweite Mannschaft geblieben war, wechselte er zurück zu seinem Heimatverein in die Oberliga Westfalen. Nach zwei Spielzeiten in Sprockhövel erfolgte im Sommer 2017 sein Wechsel zum Regionalligisten KFC Uerdingen 05. Seine Mannschaft schloss die Saison 2017/18 auf dem 1. Platz ab und gewann beide Aufstiegsspiele gegen den SV Waldhof Mannheim und stieg somit in die 3. Liga auf. 
Nach dem Aufstieg debütierte Benz am 6. Oktober 2018 in der 3. Liga, als er am 11. Spieltag beim 2:1-Heimsieg gegen den FC Carl Zeiss Jena in der Startelf stand. Im weiteren Saisonverlauf vertrat er den verletzten Konkurrenten und Stammtorwart René Vollath ab März 2019 in 10 aufeinander folgenden Ligaspielen. Im Sommer 2019 wechselte er zum West-Regionalligisten Bonner SC und im September 2020 innerhalb der Liga zu Rot-Weiß Oberhausen. Zum Ende der Saison 2024/25 verließ Benz den Verein, nachdem er in seiner letzten Saison kaum zum Einsatz kam.